# Szigeti bokormadár
A szigeti bokormadár (Gerygone insularis) a madarak osztályának verébalakúak (Passeriformes) rendjébe és az ausztrálposzáta-félék (Acanthizidae) családjába tartozó kihalt faj. A családot egyes szervezetek a gyémántmadárfélék (Pardalotidae) családjának, Acanthizinae alcsaládjáként sorolják be.

## Rendszerezése
A fajt Edward Pierson Ramsay ausztrália ornitológus írta le 1878-ban.

## Elterjedése
Az Ausztráliához tartozó Lord Howe-sziget területén élt. A természetes élőhelye mérsékelt övi erdők voltak.

## Megjelenése
Színezete hasán fehér-szürkés testének többi részén világosbarna volt.

## Kihalása
Az 1918-ban a szigetre érkező SS Makabo hajóval érkező házi patkányok pecsételte meg sorsát. Utolsó észlelése 1928-ban volt.